# Fistful of Vengeance
Fistful of Vengeance is een Amerikaanse bovennatuurlijke actiefilm uit 2022, geregisseerd door Roel Reiné. De film dient als vervolg op het eerste seizoen van de televisieserie Wu Assassins.

## Verhaal
Wanneer een huurmoordenaar genaamd Kai naar Bangkok reist op zoek naar een andere huurmoordenaar, verandert zijn wraakmissie in een gevecht om de wereld te redden van een eeuwenoude dreiging.

## Rolverdeling
| Acteur           | Personage   |
| ---------------- | ----------- |
| Iko Uwais        | Kai Jin     |
| Lewis Tan        | Lu Xin Lee  |
| Lawrence Kao     | Tommy Wah   |
| Pearl Thusi      | Zama Zulu   |
| Francesca Corney | Preeya      |
| JuJu Chan        | Zan Hui     |
| Jason Tobin      | William Pan |
| Rhatha Phongam   | Ku An Qi    |

## Productie
Op 26 februari 2021 bestelde Netflix een filmproject van 90 minuten met de titel Fistful of Vengeance, dat fungeerde als vervolg op het eerste seizoen van Wu Assassins. Living Films was betrokken bij de productie van de film, nadat hij in de serie had gespeeld.
Na de filmaankondiging werd bevestigd dat Iko Uwais, Lewis Tan, Lawrence Kao en JuJu Chan hun respectievelijke rollen uit de serie in Wu Assassins: Fistful of Vengeance zullen hernemen. De opnames vonden begin 2021 plaats in Thailand.

## Release
De film werd op 17 februari 2022 wereldwijd uitgebracht op Netflix.

## Ontvangst
Op Rotten Tomatoes heeft Fistful of Vengeance een waarde van 40% en een gemiddelde score van 4,60/10, gebaseerd op 20 recensies. Op Metacritic heeft de film een gemiddelde score van 44/100, gebaseerd op 6 recensies.

## Prijzen en nominaties
| Jaar | Prijs                     | Categorie                                                          | Genomineerde(n)                                                                            | Uitslag     |
| ---- | ------------------------- | ------------------------------------------------------------------ | ------------------------------------------------------------------------------------------ | ----------- |
| 2022 | Directors Guild of Canada | Uitstekende prestatie op het gebied van geluidsmontage - speelfilm | Tyler Whitham, Krystin Hunter, Dustin Harris, Alex Bullick, Bret Killoran & Ryan Joe Allam | Genomineerd |